# Басанж
Басанж (на френски: Bassenge) е селище в Югоизточна Белгия, окръг Лиеж на провинция Лиеж. Населението му е около 8300 души (2006).